# Kotys IX
Kotys IX, właśc. Gajusz Juliusz Kotys IX (gr.: Κότυς, Kótys) (zm. 54 n.e.) – król Tracji z braćmi Remetalkesem III i Polemonem w latach 19-38, król Małej Armenii od 38 r. oraz Sophene aż do śmierci.

## Rodzina
Kotys IX należał do trackiej dynastii sapejskiej. Rodzicami byli Gajusz Juliusz Kotys VIII, król Tracji i Antonia Tryfena, córka Marka Antoniusza Polemona I Eusebesa Sotera, króla Małej Armenii, Pontu i Bosporu oraz Pytodoris Filometor, wnuczki po kądzieli Marka Antoniusza, rzymskiego triumwira. Dzięki babce był spowinowacony z dynastią julijsko-klaudyjską. Pytodoris była bowiem córką Pytodorosa z Tralles i Antonii, siostry przyrodniej Antonii Młodszej, babki Kaliguli, cesarza rzymskiego.
Odziedziczył nazwisko rodowe Gajusz Juliusz po ojcu i dziadku Remetalkesie I, który otrzymał obywatelstwo rzymskie.  Po zabójstwie ojca mieszkał z matką i rodzeństwem w Rzymie. Kształcił się oraz wychowywał razem z Kaligulą, przyszłym rzymskim cesarzem. Kotys przebywał na dworze kuzynki Antonii Młodszej. Antonia była bardzo wpływową kobietą nadzorującą krąg różnych książąt i księżnych. Jej krąg brał udział w politycznym zachowywaniu granic cesarstwa rzymskiego i spraw państw klienckich.

## Rządy
Cesarz rzymski Tyberiusz po śmierci Kotysa VIII, zmarłego w 18 r., przywrócił królestwo trackie jego dzieciom wraz z ich tymczasowym opiekunem Trebellenusem Rufusem, byłym rzymskim pretorem. W 19 r. Kotys IX otrzymał z braćmi południową część Tracji. W 38 r. Kaligula, nowy cesarz rzymski, postanowił zadbać o synów Kotysa VIII. Najstarszemu Gajuszowi Juliuszowi Remetalkesowi III wyznaczono Trację, Gajuszowi Juliuszowi Polemonowi II Pont oraz królestwo bosporańskie. W Bosporze nigdy nie rządził, panowała nad nim jego siostra Gepaepyris. Najmłodszemu Kotysowi IX dał Małą Armenię. Kaligula później dodał mu zapewne Sophene, ponieważ po śmierci Kotysa w 54 r., przypadło ono Gajuszowi Juliuszowi Sohemusowi, późniejszemu królowi Emesy i synowi Sampsigeramusa II. Natomiast Mała Armenia dostała się Arystobulowi, królowi Chalkis i prawnukowi Heroda I Wielkiego.